# Paularo
Paularo (friülà Paulâr) és un municipi italià, dins de la província d'Udine. És situat dins la Val Chiarsò, a la Cjargne. L'any 2007 tenia 2.583 habitants. Limita amb els municipis d'Arta Terme, Dellach (Àustria), Hermagor-Pressegger See (Àustria), Kirchbach (Àustria), Kötschach-Mauthen (Àustria), Ligosullo, Moggio Udinese, Paluzza i Treppo Carnico.

## Fraccions
- Casaso (Cjasâs)
- Chiaulis (Cjaulis)
- Dierico (Gjeri)
- Misincinis
- Ravinis
- Rio (Rù)
- Salino
- Trelli (Treli)
- Villafuori (Vile di fûr)
- Villamezzo (Vile di mieç)

## Administració
| Període | Identitat       | Partit        |
| ------- | --------------- | ------------- |
| 2004-   | Maurizio Vuerli | Llista cívica |